# 樹長沫蟬
樹長沫蟬（学名：Philaenus castaneus）为尖胸沫蟬科長沫蟬屬下的一个种。